# Campeonato Europeu de Halterofilismo de 1904
O 7º Campeonato Europeu de Halterofilismo foi realizado em Amsterdam, nos Países Baixos em 13 de agosto de 1904. Contou com a presença de 8 halterofilistas competindo em uma única categoria.

## Medalhistas
| Evento           | Ouro                        | Prata                      | Bronze                       |
| ---------------- | --------------------------- | -------------------------- | ---------------------------- |
| Categoria aberta | Heinrich Neuhaus · Alemanha | Jim Spraut · Países Baixos | Fritz Eicheltrach · Alemanha |

## Quadro de medalhas
| Ordem | País          | Medalha de ouro | Medalha de prata | Medalha de bronze | Total |
| ----- | ------------- | --------------- | ---------------- | ----------------- | ----- |
| 1     | Alemanha      | 1               | 0                | 1                 | 2     |
| 2     | Países Baixos | 0               | 1                | 0                 | 1     |
| Total | Total         | 1               | 1                | 1                 | 3     |